# 西楼会议
西楼会议即于1962年2月21日至23日在北京中南海西楼举行中共中央政治局常委扩大会议。会议由中共中央副主席、国家主席刘少奇主持，中共中央主席毛泽东因在武汉，未出席这次会议。会议的中心是讨论1962年的国家财政预算和整个经济形势等问题，中共中央副主席、国务院副总理陈云做了重要报告，对当时的国民经济调整起到了举足轻重的作用，同时对刘少奇、陈云等人的政治生涯产生重大影响。

## 会议背景

### “七千人大会”

#### 领导人自我批评，民主气氛
在七千人大会上，中共中央的主要领导人都做了自我评判，毛泽东、刘少奇都或多或少表示对经济困难情况要负责任。“中央领导人带头检讨、承认责任，创造了良好的民主气氛为贯彻国民经济调整方针奠定了基础。”

#### 经济问题未充分暴露
刘少奇认为：“中央工作会议（即‘七千人大会’）对困难情况透底不够，有问题不愿揭，怕说漆黑一团！还它个本来面目，怕什么？说漆黑一团，可以让人悲观，也可以激发人们向困难作斗争的勇气！”，并建议召开一次国务院会议，由陈云充分讲一讲，让参加国务院会议的全体成员都了解当时中国的经济情况。

### 财政赤字
1962年，陈云发现国家预算收支指标，“有些收入不落实，有些支出有缺口，表面上平衡，实际上有一个相当大的赤字”，累计有50亿元，这个情况让中央领导人大为震惊，刘少奇同志获悉此情况后表态，“只有暴露了问题，才好解决问题”。

## 会议经过

### 陈云的报告
2月23日，陈云首先陈述当时经济的五个主要困难：
1. 农业近几年有很大的减产；
2. 基本建设规模过大，超出了国家财力的承受范围；
3. 纸币超量发行，引发通货膨胀；
4. 城市人民生活水平下降，物资供应不足；

建立在他的调研基础上，陈云具体提出了六条解决措施：
1. 将1963到1972年的经济计划分为两段，前面为回复阶段后面为 阶段发展阶段，并估计前一段大约三到五年，后一段工业也应该适当放慢速度；
2. 减缩城市人口，进行“精兵简政”；
3. 采取各种办法，回收过量发行的纸币，稳定物价；
4. 尽力保证人民最低生活需要；
5. 集中力量用于农业增产，激励农民从事农业活动积极性；
6. 计划机关要充分重视农业和通货膨胀问题；

2月26日，陈云在国务院召开的各部委党组成员的会议上，作了《目前财政经济的情况和克服困难的若干办法》的重要讲话，又再次重申并深化了他在西楼会议的观点。
邓力群回忆，“会议气氛超乎想象地热烈”“陈云同志也越讲越兴奋，身上出汗了，他就脱了毛衣继续讲。”陈云讲话时，“热烈掌声不断。 原本秀才们 （指当时在钓鱼台与邓力群一起参加文件起草工作的几位同志）相约，分散入座，听到好的段落，带头鼓掌。 结果超出想象，部长们热烈鼓掌在前，秀才们一直紧跟在后”
，陈云在西楼会议上的报告获得了在场绝大部分人的热烈回应。
刘少奇和邓小平都赞成农业中的各种“个人责任”制（事实上是部分地分散），李先念在西楼也承认刘少奇对最近国家财政工作的批评是正确的。
会后，刘少奇、邓小平和周恩来亲自到武汉向毛泽东报告情况。

## 评价
- 薄一波：七千人大会出了题目， 西楼会议及其后召开的国务院扩大会议则交了一份比较完满的答卷，对克服当时的经济困难起了不可磨灭的重大作用[8]。
- 袁宝华：“很扎耳朵，但听了陈云对经济形势的看法，富春、先念都发了言。这才感悟到形势的严重性”[8]。
- 邓力群： “ 那几年，人人谈困难，会会说困难。 听到陈云同志讲困难，大家的心里踏实了，托底了。 怎么克服困难呢？ 陈云同志讲时没有豪言壮语，没有空洞承诺；而是条条切实，着着牢靠。 大家听后共同感到：困难可以缓解，希望就在眼”[6]

有学者评价，陈云同志的报告内容事实上成为1962年后中共中央出台进行大幅度调整的一系列政策的思想基础，为挽回大跃进的政策失误起到了重大作用
|  | 陈云西楼会议讲话，深刻总结了“大跃进”以来 经济工作的经验教训， 对调整国民经济和争取财政 经济状况好转起了重要的指导作用， 成为随后中共中央出台的进行大幅度调整的一系列政策和措施的 基础。这些政策和措施，基本上就是陈云在西楼会议 所讲的内容，是对陈云西楼会议讲话的贯彻和落实。 |

## 历史影响

### 国民经济回暖
通过实行以上政策和措施，国民经济的调整工作取得显著成效，财政经济情况逐年好转。到1962年底 国民经济开始从极端困难的状况下摆脱出来，出现了从下降到上升的决定性转折。到1963年 经过继续贯彻调整方针，工农业生产得到进一步恢复国民经济开始全面好转。到1965年，工农业生产都完成和超额完成了年度计划，人民生活有了进一步改善。国民经济经过五年调整，已经得到全面恢复和发展。

### 陈云遭批判
陈云